# Транзитна культура. Симптоми постколоніальної травми
Книжку Тамари Гундорової «Транзитна культура. Симптоми постколоніальної травми:статті та есеї» присвячено постколоніальним аспектам сучасної української культури, а центральним у ній є питання про «транзитну культуру», що має на меті  виконувати терапевтичну функцію, осмислюючи сучасність з підґрунтям минулого, пошук власної ідентичності й тожсамості та проєкції в майбутнє.
Книга увійшла до списку PEN «Найкращі українські книжки 2024 року».

#### Теми книги
Авторка згрупувала наступні кейси проблем: 
- міжпоколіннєві конфлікти та розриви між «останнім радянським поколінням», яке відвойовує право на національну історію, та архетипічним поколінням Незалежності;
- ностальгія як симптом постколоніальної  травми;
- загроза постколоніального ресентименту;
- герой Лузер покоління «хворих двотисячних»;
- функції кічу в центральній парадигмі сучасної популярної культури (пострадянської та інших) та їх уособлення в масовій культурі та політиці; Вєрка Сердючка як емблема транзитної культури;
- використання перформативності сучасних культурних практик для реалізації націєтворчих проєктів.
- у другому виданні додатково: тема міграції як безґрунтянство (за Шевельовим),
- окциденталізм (занадто ідеалізоване уявлення про Захід, але визнання цього не скасовує напрямок руху, а лише озброює український погляд на Захід тверезістю й реалізмом та спрямовує рух України до справжньої мети, до самої себе у сучасному світі, осмислюючи сучасность з метою пошуку власної ідентичності й тожсамості та проєкції в майбутнє).

Спеціально для другого видання Тамара Гундорова написала п’яту частину книги, в жанрі есея-сповіді вимушеної переселенки  «Корінням вверх, або незакінченість транзиту». Наріжне питання: «Чи є війна Росії проти України кінцем пострадянського періоду і пострадянського переходу?»
Ми «живемо у світі після транзиту і після Бучі», завершує свою книгу Т.  Гундорова.
У книзі аналізуються твори Оксани Забужко і Юрія Андруховича, Ліни Костенко і Євгенії Кононенко, Сергія Жадана й Сашка Ушкалова, Івана Драча та Світлани Йовенко, Ірени Карпи і Михайла Бриниха, а також поезія двохтисячників (таких авторів як – Катерина Бабкіна, Катерина Калитко, Світлана Богдан, Олег Коцарев, Богдан-Олег Горобчук, Галина Крук, Дмитро Лазуткін, Остап Сливинський, Богдана Матіяш, Юлія Мусаковська, Альбіна Позднякова, Ірина Шувалова. 

#### Методи дослідження
Для ґрунтовного аналізу дослідниця використовує арсенал світового літературознавства: структуралізм, постструктуралізм і реконструкція, пост-модернізм, психоаналітична критика, феміністична критика, ґей-лесбійська критика, марксистська критика, новий історизм і культурний матеріалізм, постколоніальна критика, стилістика, наратологія, формалізм, нова критика, феноменологія, психоаналіз, теорія меншин, теорія іншості та ін.

#### Новації
Тамара Гундорова запроваджує поняття «посттоталітарна свідомість» для означення специфічного мислення, притаманного вихідцям із СРСР. Торкаючись проблем українського культурного постколоніального простору, авторка вживає щодо нього поняття «транзитна культура», а також робить пропозицію застосувати в українських постколоніальних практиках ідею ресентименту (Ф. Ніцше, М. Шелер). 

### Критика
Олександр  Пронкевич розглядає книгу  «Транзитна  культура»  як  дорожню  карту,  що відображає  шлях  української  культури,  суспільства та  держави протягом  останніх  десятиліть;  як  серйозну  духовну  роботу, котру необхідно здійснити,  переоцінити свій досвід, звіряючи з реальністю війни, аби рухатися вперед – у напрямку нових і нових транзитів, адже іншого вибору немає.
Олена Юрчук застерігає, що ресентимент дає можливість розцінювати колонізатора як справедливого, законного, а колонізованого – як заздрісного, мстивого, озлобленого. Подібна бінарність породжує небезпечну для наукової парадигми тенденцію невідповідного маркування у протиставленні колонізатора, окупанта до колонізованого, поневоленого.